# SCSV Takdier Boys
SCSV Takdier Boys é um clube de futebol surinamês sediado em Paramaribo no Suriname.
Disputa o Campeonato Surinamês de Futebol.